# 봉영사
봉영사(奉永寺)는 경기도 남양주시에 있는 대한불교조계종 소속 사찰이다. 
조계종 제25교구의 본사 봉선사의 말사이다. 봉선사와는 가까운 위치인 남양주시 진접읍 내각리의 천점산 기슭에 있다.
신라 진평왕 21년인 599년에 도선이 암자를 이 곳에 개설하고 봉인암(奉仁庵)이라고 부른 것이 시초라고 전해진다. 조선 후기까지의 연혁은 전해지지 않으나 절이 황폐화되었다가 조선 영조 13년인 1737년에 중창하였다. 
1755년에는 인근에 있는 선조의 후궁이며 인조의 할머니인 인빈 김씨의 묘 순강묘소가 순강원(順康園)으로 승격되었다. 이때 봉인암이 인빈의 원찰로 지정되어 인빈과 신성군의 명복을 비는 사찰이 되면서 조선 왕실과 관련을 갖게 되었다. 절 이름도 입구에 있는 순강원을 "오래도록 받는다"는 의미로 봉영사로 개칭했다. 조선 말엽에는 고종의 백부인 이최응이 큰돈을 내놓아 중수하기도 했다.
1920년 여름 경신대홍수로 수해가 크게 발생했을 때 봉영사도 큰 피해를 입어 폐사 직전까지 갔다가 다시 재건되었다. 지금 남아 있는 건물은 대부분 현대에 새로 지은 것이다.

## 소장 문화재
- 남양주 봉영사 아미타불도 - 경기도 유형문화재 제255호
- 남양주 봉영사 지장시왕도 - 경기도 유형문화재 제256호
- 남양주 봉영사 신중도 - 경기도 유형문화재 제257호
- 남양주 봉영사 산신도 - 경기도 유형문화재 제258호

## 같이 보기
- 천점산
- 순강원
- 이혼성 - 1920년 주지

## 참고 문헌
- “선조의 후궁 인빈의 원찰, 봉영사”. 전통사찰관광종합정보. 2008년 5월 19일에 확인함.